# Tenryū-Oku-Mikawa-Quasi-Nationalpark
Der Tenryū-Oku-Mikawa-Quasi-Nationalpark (japanisch 天竜奥三河国定公園 Tenryū Okumikawa Kokutei Kōen) ist einer von über 50 Quasi-Nationalparks in Japan. Die Präfekturen Nagano, Shizuoka und Aichi sind für die Verwaltung des 257,23 km² großen Parks zuständig. Der Park wurde am 1. Oktober 1969 ernannt. Mit der IUCN-Kategorie V ist das Parkgebiet als Geschützte Landschaft/Geschütztes Marines Gebiet klassifiziert. Im Park befinden sich unter anderem das namensgebende Tenryū-Tal und die Sakuma-Talsperre.